# 霍伦-特维伦弗莱特
霍伦-特维伦弗莱特是德国下萨克森州的一个市镇。总面积20.46平方公里，总人口3363人，其中男性1733人，女性1630人（2011年12月31日），人口密度164人/平方公里。